# الإله المجهول

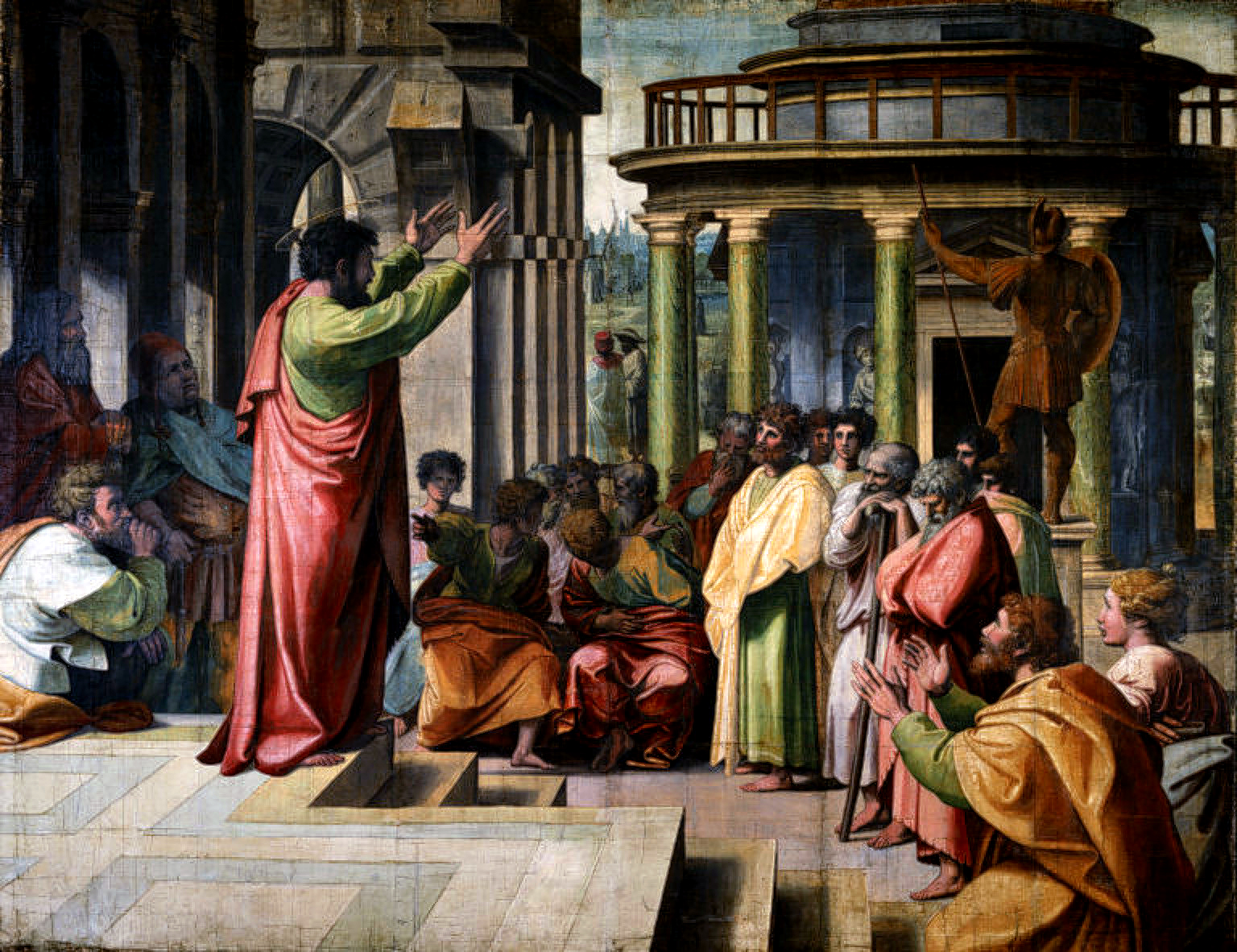
القديس بولس يعظ في أثينا، بريشة رافائيل، 1515.

الإله المجهول أو أغنوستوس ثيوس (بالإنجليزية: The Unknown God or Agnostos Theos) هي نظرية قام بها إدوارد نوردن ونشرت لأول مرة في عام 1913، تقترح، بناءً على خطاب الرسول القديس بولس في ساحة الأريوباج في أعمال الرسل 17:23، أن الإغريق القدماء عبدوا إلى جانب الآلهة الاثني عشر الرئيسية والآلهة الأصغر التي لا تحصى، إلهًا يسمونه "أغنوستوس ثيوس"، وهو "الإله المجهول"، الذي وصفه نوردن بأنه "غير يوناني". في أثينا، كان هناك معبد مخصص خصيصًا لتلك الإلهة، وكثيرًا ما كان الأثينيون يقسمون بـ "باسم الإله المجهول" (Νὴ τὸν Ἄγνωστον، Nē ton Agnōston). كتب أيضًا أبولودوروس، فيلوستراتوس، وبوسانياس عن الإله المجهول.